# Mine de Cigar Lake
Le gisement de Cigar Lake, localisé dans le nord de la Saskatchewan (province de l'ouest du Canada) a été découvert en 1981, à 40 km à l'ouest de la limite est du bassin de l'Athabasca, près du lac de Waterbury, à environ 60 km au nord-est de la mine d'uranium de McArthur River. Le dépôt sensiblement orienté est-ouest s'étend sur une longueur de près de 2 000 m et une largeur variable de 20 à 100 m, à 500 m sous terre. C'est un gisement d'uranium dans du grès, reposant sur le socle.
Ce gisement serait le deuxième plus grand gisement d'uranium à haute teneur dans le monde après la mine d'uranium de McArthur River, située elle aussi au Canada. Il est exploité par Cameco, plus important producteur d'uranium au monde.
D'autres gisements, comme celui d'Olympic Dam en Australie, contiennent plus d'uranium ; mais les teneurs n'y sont pas aussi élevées que dans les gisements de la Saskatchewan : la teneur en uranium (= rapport (masse du métal U) / (masse roche totale) ) moyenne à Cigar Lake est de 20 %, alors que la moyenne mondiale des gisements exploités est inférieure à 1 %.
Les réserves prouvées et probables de la mine sont estimées à 537 100 t d'oxyde d'uranium (U3O8) pour une exploitation à un taux moyen de 17,4 %.

## Histoire
Le gisement doit être exploité en mine souterraine, par abattage hydraulique automatisé (donc sans intervention locale d'opérateurs). Les grès encaissants, poreux et saturés d'eau à haute pression, imposent au préalable de geler le terrain dans la masse, pour le stabiliser et éviter des inondations. La mine étant dans le grand nord canadien, au nord de la province de Saskatchewan, le gel est plus facile.
La construction des installations souterraines a débuté en 2005, pour un début de production initialement planifié pour 2007.
Cependant, le  23 octobre 2006, c'est l'échec de l'ouverture de la Mine de Cigar Lake, victime d'une seconde inondation en moins de 6 mois, pour les mêmes raison qu'avait échoué en 2003 celle de la mine d'uranium de McArthur River: le gel de la terre ne suffit pas à bloquer l'humidité. Les installations étaient alors complétées à 60 %.
L'inondation du site entraîne la suspension des travaux et le 1er novembre 2007, l'opérateur principal Cameco confirme que sa mine ne sera fonctionnelle au plus tôt en 2011: il précise devoir d'abord terminer la construction du deuxième puits d'évacuation de la mine avant de compléter les développements souterrains.
Une troisième inondation aura lieu en 2008, pendant que la mine était en cours d'assèchement, la première voie d'eau ayant été maîtrisée. Les travaux d'aménagement ne purent reprendre qu'en 2010.
Les analystes ont estimé que cette inondation fut la cause directe du pic du cours de l'uranium de 2007, où le cours au comptant s'est élevé jusqu'à 300 $/kgU,. Il a ensuite chuté après la catastrophe de Fukushima, au point que de nombreuses mines sont devenues non-viables.
L'ouverture de l'exploitation a été successivement annoncée pour 2011, puis 2013, et enfin 2014.
La production minière n'a été effectivement entamée qu'en mars 2014, et le début de l'exploitation commerciale (marquant la fin de l'imputation des dépenses sur l'investissement initial) a été annoncé un an plus tard, fin mai 2015.

## Organisation industrielle
Initialement,[Quand ?] l'exploitant canadien Cameco détient 50,025 % des parts de la mine de Cigar Lake, contre 37,1 % pour l'entreprise française Orano Mining et 7,875 % et 5 % respectivement pour les sociétés japonaises Idemitsu et TEPCO. Puis, en 2022, Cameco et Orano Mining font conjointement l'acquisition des parts de la société Idemitsu, ce qui augmente leur participation à 54,547 % et 40,453 % respectivement.
Le 15 juin 2013, la société canadienne Cameco a annoncé avoir obtenu un permis de la Commission canadienne de sûreté nucléaire (CCSN) pour exploiter la mine de Cigar Lake jusqu'en juin 2021.
Le minerai extrait est traité dans l'usine canadienne de McClean Lake (58° 11′ 27″ N, 103° 42′ 24″ O), exploitée par Orano Mining dans la province de la Saskatchewan, située à 70 km de la mine.